# Pepé le Pew
Pepé Le Pew (dt. „Pepe das Stinktier“) ist eine fiktive Figur im Besitz des US-amerikanischen Unterhaltungskonzerns Warner Bros., die vor allem durch eine Reihe von gleichnamigen Zeichentrick-Kurzfilmen (Cartoons) aus den 1940er und 1950er Jahren bekannt wurde.
Die Pepé-Cartoons, die zum Teil mit dem Academy Award prämiert wurden, beschreiben meist in formelhafter Weise, wie Pepé, ein liebestolles französisches Stinktier aus Paris – das man ursprünglich "Stinky" nennen wollte, einer Katze namens Penelope (Penelope Pussycat) nachjagt, die er aufgrund ihres stinktier-ähnlich aussehenden, weiß-schwarz gefärbten Felles irrtümlich für eine liebreizende Stinktier-Dame hält, während Penelope ihrerseits sich seinen hartnäckigen Eroberungsversuchen verzweifelt zu entziehen versucht.

## Die Pepé le Pew Cartoons
Die beiden Hauptfiguren, sowie die grundlegende Handlungsprämisse – Pepé verguckt sich, nachdem Penelope durch ein Malheur (meist das Berühren eines frisch gestrichenen Zauns, einer Leiter oder eines anderen abfärbenden Gegenstandes) einen weißen Farbstreifen auf den Rücken „gezaubert“ bekommen hat, der sie von einer schwarzen Katze in ein Stinktier verwandelt, in diese und schreitet zur „amourösen Jagd“ – der Pepé-Cartoons gehen auf den amerikanischen Filmemacher Chuck Jones zurück, der auch die Produktion der ersten Filme der Reihe als Regisseur beaufsichtigte. 
In der Originalfassung der Pepé-Cartoons steuerte der berühmte Synchronsprecher Mel Blanc, der jahrzehntelang die englische Standardstimme von Bugs Bunny, Daffy Duck und Schweinchen Dick war, die markante Stimme der Hauptfigur bei. Diese zeichnet sich durch einen starken französischen Akzent (bzw. einem Akzent, der so klingt wie man in den USA damals üblicherweise meinte, dass mit französischem Akzent gesprochenes Englisch klingt) sowie durch eine geschmeidig-ölige Tonlage und einen entsprechenden Sprachduktus aus, die Pepés Eigenschaften als charmesprühender Verführer (bzw. seine Ambition ein solcher zu sein) besonders betonen. Blanc machte es zu einem besonderen Markenzeichen der Figur, ein wildes Mischmasch aus Englisch und Französisch (Franglais) zu sprechen: Dabei spricht Pepé, der sich als Pariser Bohémien stilisiert (er trägt häufig entsprechend klischeebefrachtete Outfits wie Barett und Schal oder einen Gentleman-Morgenmantel und raucht Zigaretten), nicht nur mit starkem französischen Akzent und Klangfarbe, sondern bedient sich auch französischer Worte (beziehungsweise galliziert englische Wörter) und französischer Satzbauprinzipien: Am häufigsten erscheint dies durch das Einflechten des französischen Artikel le oder des Fragepartikels "non" in englische Sätze. Ein Beispiel hierfür ist etwa der Satz: "Ah, my little darling, it is love at first sight, is it not, non?" Autor der meisten dieser Malapropismen war der Drehbuchschreiber Michael Maltese. In der französischen Version der Zeichentrickfilme wurde Pepes von Französisch durchzogenes Englisch durch ein von Italienisch durchzogenes Französisch geändert und Pepé demgemäß zu einem Italiener gemacht.
Der erste Cartoon über Pepé, Der Duft von L’amour (Originaltitel: Odor-Able Kitty, ein Wortspiel aus den englischen Wörtern adorable – "liebenswert" – und odor – "Geruch", einem im englischen Raum gebräuchlichen Lehnsbegriff aus dem Französischen), kam am 6. Januar 1945 in die amerikanischen Kinos. Bis 1962 folgten fünfzehn weitere Kurzfilme, die meist in ähnlicher Weise mit in doppelter Weise anspielungshaften Titeln versehen waren: Einerseits hoben die Titel auf das Pepé als Stinktier vermeintlich anhaftende Charakteristikum ab, übel zu riechen (etwa durch Wörter wie scent oder perfume), und zum anderen unterstrichen sie seine Liebestollheit beziehungsweise Französischkeit (durch Wörter wie Romeo, Beau oder sentimental) und vermischten beide Attribute (Gestank und Liebestollheit) zu humorvollen Wortneuschöpfungen die meist Amalgame aus zwei bekannten Wörtern darstellen (etwa Scent-imental aus scent und sentimental oder Perfumance aus perfume und performance).
Unter diesen Filmen ist insbesondere der Kurzfilm Dicke Luft von 1949 hervorzuheben, der mit einem Oscar ausgezeichnet wurde.

## Kritik
In jüngster Vergangenheit wird die Figur des Pepé le Pew im Zeichen der MeToo-Bewegung kritischer gesehen, da das unerwünschte Werben als sexuelle Belästigung für die weiblichen Cartoon-Charaktere interpretiert wird. So ging unter anderem die Zeitschrift The New Yorker in einem satirischen Beitrag auf diese Tatsache ein.

## Filmografie
Kurzfilme
Pepé le Pew war im goldenen Zeitalter des US-amerikanischen Zeichentrickfilms von 1945 bis 1962 in 16 Kurzfilmen zu sehen. Weiterhin hatte er einen möglichen Kurzauftritt in Fair and Worm-er (1946) und einen Kurzauftritt an der Seite von Sylvester und Tweety in Auf den Hund gekommen (1954). Nach dem goldenen Zeitalter des US-amerikanischen Zeichentrickfilms erschien er noch in zwei weiteren Kurzfilmen. Einmal 1979 in Bugs Bunny’s Christmas Carol, einem Kurzfilm aus dem Fernsehspecial Bugs Bunny’s Looney Christmas Tales, in dem er einen Kurzauftritt hatte und ein weiteres Mal 1995 in Carrotblanca.
| Erstausstrahlung (USA)         | Deutscher Titel                              | Originaltitel                | Bekannte Charaktere | LT/MM   | Regie                               | Anmerkungen                                                                                          |
| ------------------------------ | -------------------------------------------- | ---------------------------- | --- | ------- | ----------------------------------- | --- |
| 6. Jan 1945 (21. Apr. 1951*)   | Der Duft von L’amour                         | Odor-Able Kitty              | Claude Cat, Kurzauftritte: Bugs Bunny, Maus ähnlich Bertie | LT, MM* | Chuck Jones                         | dt. Alternativtitel: Wer sich mit fremden Streifen schmückt                                          |
| 28. Sep. 1946 (22. Okt. 1955*) | –                                            | Fair and Worm-er             | Kurzauftritt: Maus ähnlich Bertie | MM      | Chuck Jones                         | möglicher Kurzauftritt                                                                               |
| 8. Mär. 1947 (26. Dez. 1953*)  | Geliebtes Stinktier                          | Scent-imental Over You       | – | LT, MM* | Chuck Jones                         | |
| 2. Okt. 1948                   | Stinktiere unerwünscht                       | Odor of the Day              | Wellington | LT      | Arthur Davis                        | |
| 12. Nov. 1949 (2. Feb. 1957*)  | Dicke Luft                                   | For Scent-Imental Reasons    | Penelope Pussycat | LT, MM* | Chuck Jones                         | Oscar – gewonnen (1950)                                                                              |
| 24. Mär. 1951 (1958–59*)       | Julia stinkt’s                               | Scent-imental Romeo          | Penelope Pussycat | MM*     | Chuck Jones                         | |
| 29. Mär. 1952 (1960–61*)       | Pepe das Stinktier in der Fremdenlegion (S8) | Little Beau Pepé             | Penelope Pussycat | MM*     | Chuck Jones                         | |
| 11. Juli 1953                  | Liebliche Maskerade                          | Wild Over You                | – | LT      | Chuck Jones                         | |
| 2. Jan. 1954 (1962–63*)        | Auf den Hund gekommen                        | Dog Pounded                  | Sylvester & Tweety, Hector the Bulldog | LT, MM* | Friz Freleng                        | Kurzauftritt; nicht zu verwechseln mit Auf den Hund gekommen aus dem Jahr 1952 (OT: Ain’t She Tweet) |
| 20. Mär. 1954                  | –                                            | The Cats Bah                 | Penelope Pussycat | LT      | Chuck Jones                         | |
| 21. Mai 1955                   | –                                            | Past Perfumance              | Penelope Pussycat | MM      | Chuck Jones                         | |
| 15. Okt. 1955                  | Liebe geht durch die Nase                    | Two Scent’s Worth            | Penelope Pussycat | MM      | Chuck Jones                         | |
| 31. Mär. 1956                  | Es stinkt                                    | Heaven Scent                 | Penelope Pussycat | MM      | Chuck Jones                         | |
| 12. Okt. 1957                  | –                                            | Touché and Go                | Penelope Pussycat | MM      | Chuck Jones                         | |
| 27. Juni 1959                  | –                                            | Really Scent                 | Penelope Pussycat | MM      | Abe Levitow                         | |
| 23. Apr. 1960                  | –                                            | Who Scent You?               | Penelope Pussycat | LT      | Chuck Jones                         | |
| 24. Juni 1961                  | Schneekatze                                  | A Scent of the Matterhorn    | Penelope Pussycat | LT      | Chuck Jones                         | |
| 18. Aug. 1962                  | Liebe im Louvre                              | Louvre Come Back to Me!      | Penelope Pussycat, Claude Cat | LT      | Chuck Jones Co-Regie: Maurice Noble | |
| 27. Nov. 1979                  | –                                            | Bugs Bunny’s Christmas Carol | Bugs Bunny, Schweinchen Dick, Sylvester & Tweety, Yosemite Sam, Kurzauftritte: Elmer Fudd, Foghorn Leghorn | MM      | Friz Freleng                        | Kurzauftritt; Teil des Specials Bugs Bunny’s Looney Christmas Tales                                  |
| 25. Aug. 1995                  | Carrotblanca                                 | Carrotblanca                 | Bugs Bunny, Daffy Duck, Penelope Pussycat, Sylvester & Tweety, Yosemite Sam, Kurzauftritte: Barnyard Dawg, Beaky Buzzard, Elmer Fudd, Foghorn Leghorn, Gossamer, Granny, Miss Prissy, Mugsy, Pete Puma, Sam Sheepdog, Schweinchen Dick, Spike & Chester, The Crusher | LT      | Douglas McCarthy                    | |

- LT steht für die Looney-Tunes-Reihe, MM steht für die Merrie-Melodies-Reihe.
- Mit einem Sternchen gekennzeichnete Filme sind als Blue-Ribbon-Versionen wiederveröffentlicht worden. Dadurch wurden einige Looney-Tunes-Cartoons zu Merrie-Melodies-Cartoons.
- S8 steht für Super-8-Titel.

Kompilationsfilme
- 1979: Bugs Bunnys wilde, verwegene Jagd (The Bugs Bunny/Road-Runner Movie, mit Realszenen)
- 1981: Der total verrückte Bugs Bunny Film (The Looney, Looney, Looney Bugs Bunny Movie, mit Realszenen, Kurzauftritt)
- 1983: Daffy Ducks fantastische Insel (Daffy Duck’s Movie: Fantastic Island)

Fernsehserien
- 1979: Die schnellste Maus von Mexiko (Kompilationsserie, neue Version: 2 Folgen)
- 1983: Mein Name ist Hase (Kompilationsserie)
- 1990–1992: Tiny Toon Abenteuer (Tiny Toon Adventures)
- 1994: Animaniacs (1 Folge)
- 1995, 1997: Sylvester und Tweety (The Sylvester & Tweety Mysteries, 2 Folgen)
- 1999: Histeria! (1 Folge)
- 2002–2005: Baby Looney Tunes (13 Folgen)
- 2005: Bugs Bunny und Looney Tunes (Kompilationsserie)
- 2005–2007: Loonatics Unleashed
- 2011–2013: The Looney Tunes Show (7 Folgen)
- 2015–2019: Die neue Looney Tunes Show (New Looney Tunes, 10 Folgen)
- seit 2019: Looney Tunes Cartoons (1 Folge)

TV-Specials
Es erschienen einige Fernsehspecials, die großteils aus alten Kurzfilmen bestehen. Nur Daffy Duck and Porky Pig Meet the Groovie Goolies (1972) und Bugs Bunny’s Looney Christmas Tales (1979) sind originale Zeichentrickproduktionen.
- 1972: Daffy Duck and Porky Pig Meet the Groovie Goolies (erste Fernsehproduktion, mit Realszenen)
- 1977: Bugs Bunny’s Easter Special
- 1979: Bugs Bunny’s Valentine
- 1979: Bugs Bunny’s Looney Christmas Tales
- 1982: Bugs Bunnys verrückte Fernsehwelt (Bugs Bunny’s Mad World of Television)
- 1986: Bugs Bunny/Looney Tunes 50th Anniversary (mit Star-Interviews)
- 1988: Bugs Bunnys Hitparade (Bugs vs. Daffy: Battle of the Music Video Stars)
- 1991: Bugs Bunnys Mondlaunen (Bugs Bunny’s Lunar Tunes, mit Realszenen, Kurzauftritt)

Direct-to-Videos
- 1997: Bugs Bunny’s Silly Seals (Realfilm/Natur-Lehrfilm)
- 2000: Tweety’s High-Flying Adventure (Kurzauftritt)
- 2003: Looney Tunes: Reality Check (Webtoons-Kompilationsfilm, Kurzauftritt)
- 2003: Looney Tunes: Stranger Than Fiction (Webtoons-Kompilationsfilm)
- 2006: Bah, Humduck! A Looney Tunes Christmas
- 2015: Looney Tunes – Hasenjagd (Looney Tunes: Rabbits Run, Kurzauftritt)

Realfilme/Animationsfilme
- 1996: Space Jam
- 2003: Looney Tunes: Back in Action (Kurzauftritt)

Dokumentarfilme
- 1991: Chuck Amuck: The Movie
- 2000: Chuck Jones: Extremes & Inbetweens – A Life in Animation (mit Stars)

Webtoons
Anfang der 2000er Jahre wurden auf der Looney Tunes Website mehrere Webtoons veröffentlicht:
- 2002: Sports Blab #2
- 2003: The Royal Mallard #5
- 2005: Dating Do’s & Don’ts (Kurzauftritt)
- 2005: Malltown and Tazboy (Kurzauftritt)

Werbespots
- 2009: AT&T-Werbespot
- 2012: MetLife-Werbespot